# Шер, Стейси
Сте́йси Шер (англ. Stacey Sher; 30 ноября 1962, Нью-Йорк, Нью-Йорк, США) — американская актриса и кинопродюсер.

## Биография
Стейси Шер родилась 30 ноября 1962 года в Нью-Йорке (штат Нью-Йорк, США) в еврейской семье. Окончила Университет Южной Калифорнии.
Стейси дебютировала в кино в 2001 году, сыграв роль Рэйны в фильме «Ванильное небо». Также с 1988 года Шер продюсирует фильмы и телесериалы. В 2001 и 2013 года она становилась номинанткой премии «Оскар» в номинации «Лучший фильм» за фильмы «Эрин Брокович» и «Джанго освобождённый», соответственно.
С 2001 года Стейси замужем за музыкантом Керри Брауном (род.1963). У супругов есть двое детей.